# Dlouhá 95 (Prachatice)
Dlouhá 95 (Prachatice) je původně gotický, následně v 16. století renesančně přestavěný, měšťanský dům v Dlouhé ulici v Prachaticích. Fasádu uličního průčelí zdobí rustiková, figurální a ornamentální sgrafitová výzdoba. Dům je součástí městské památkové rezervace Prachatice. Od 3. května 1958 chráněná kulturní památka.

## Popis domu
Dvoupatrový měšťanský dům je součástí řadové zástavby jižní strany Dlouhé ulice podél vnitřního okruhu opevnění města. Fasáda objektu do Dlouhé ulice je hladká, tříosá, zdobená sgrafitovou výzdobou, ukončená klasicistní profilovanou korunní římsou. Hlavní vstup do objektu, výrazně asymetricky umístěný, je zaklenut stlačeným obloukem. Fasáda objektu směrem do parkánu je tříosá s hlazenou omítkou cihlové barvy. Střecha uličního traktu sedlová, podélně orientovaná. Střecha dvorního traktu dvoupultová, příčně orientovaná se středovým úžlabím. Zdivo přízemí a prvního patra je gotické, zdivo druhého patra renesanční. V přízemí se nachází gotická vstupní síň, krytá dřevěným trámovým záklopovým stropem, typologicky odpovídající ještě gotickému tvarosloví (nelze však vyloučit, že jde o pozdější náhradu konstrukcí totožného typu). Nalevo od síně je situována komora, zaklenutá renesanční křížovou klenbou. Na komoru navazuje dochovaná černá kuchyně taktéž gotického původu, upravená následně v renesanci a poté i v baroku vložením klenby do staršího dýmníku a úpravou stupňovitého průlezného komína. Dvorní trakt tvoří v přízemí dvě komory, původně rozdělené průjezdem do parkánu, zaklenuté barokní valenou klenbou s výsečemi. Výklenek v místě dělicí stěny mezi komorami poukazuje na dřívější existenci studny. Objekt není z důvodu přítomnosti skalního podloží podsklepen. Jižní stěnu domu směrem do parkánu tvoří původní vnitřní gotická hradba ze 14. století. Součástí areálu je i prostor parkánu, mezi vnitřní hradbou (která je součástí jižní obvodové stěny objektu) a vnějším hradebním okruhem z přelomu 15. a 16. století. Součástí hradební zdi vnějšího opevnění na pozemku domu byla dříve i kruhová bašta, zbořená v 18. století, kterou připomíná dobře viditelné dodatečné zazdění hradby v místě ubourání bašty.
Dům má podobnou dispozici jako ostatní domovní zástavba na jižní straně Dlouhé ulice, jde vesměs o menší měšťanské domy kombinující typ síňového a průjezdového měšťanského domu. Severní stranu Dlouhé ulice pak tvořily, což je pro zástavbu města typické, především hospodářské a skladovací trakty měšťanských domů z přilehlých okolních ulic. V Dlouhé ulici bydleli povětšinou chudší měšťané, podílející se na solním obchodu města minimálně a tudíž si asi běžně přivydělávali čepováním piva ve svých domech. Pivo se čepovalo pravděpodobně v jedné z komor v přízemí. Určitou roli jistě sehrála i blízkost Horní brány, kudy vcházeli do města soumaři s nákladem soli a dalšího zboží, kteří se pak následně šli po dlouhém vyčerpávajícím pochodu občerstvit do jedné ze zdejších krčem. Upomínkou na čilý hospodský ruch ve městě v průběhu 15.–17. století je i do dnešní doby zachované večerní zvonění na Soumarský zvon (též zvaný Holomčí, dnes zvon svatého Jana Nepomuka Neumanna) v deset hodin večer. Účelem zvonění bylo vyhnat soumary večer z krčem tak, aby brzo ráno mohli opustit brány města a uvolnili tak prostor ve městě nově příchozím soumarům s dalším nákladem.

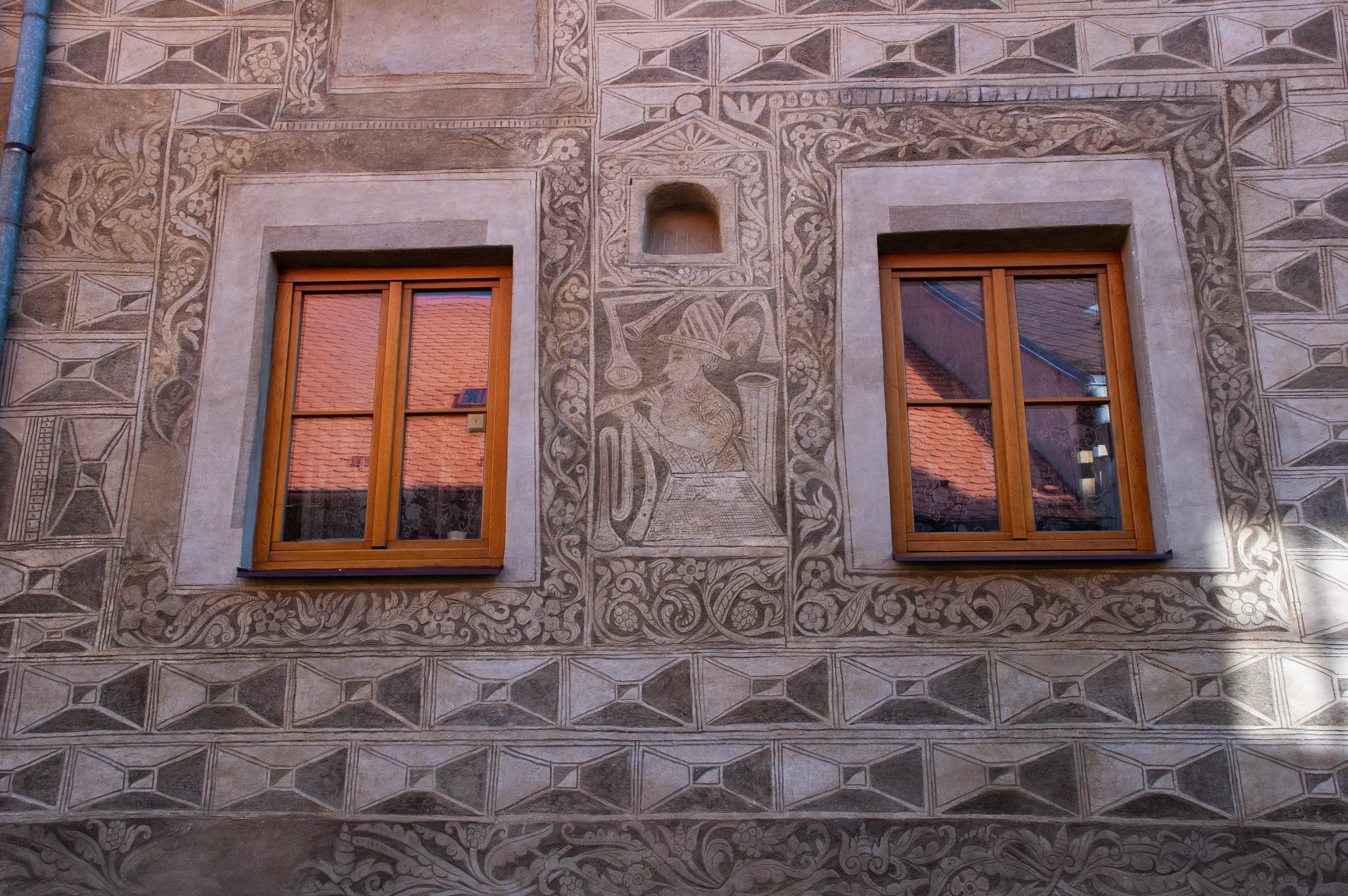
Dlouhá 95, sgrafitová výzdoba mezi okny prvního patra

## Historie domu
První, v archivech dohledatelná, zmínka o domu pochází až z roku 1723, nicméně předpokládá se, že dům vznikl již v době založení města. V této době, tedy na přelomu 13. a 14. století, dům existoval pravděpodobně pouze v dřevěné podobě. Zděnou podobu dostal dům asi na sklonku 14. století, přičemž její vznik jistě ovlivnily četné požáry města. Ze 14. nebo z 15. století pochází obvodové zdivo přízemí a prvního patra, pravděpodobně strop vstupní síně a černá kuchyně v přízemí. Na sklonku 15. století, po dokončení vnějšího třetího okruhu opevnění města, byl dům prodloužen až ke vnitřní městské hradbě. V 16. století byl dům rozsáhle renesančně přestavěn, bylo nastavěno druhé, pravděpodobně pouze půdní, patro a změněn způsob zastřešení objektu z vysoké sedlové nebo valbové střechy na dvě nízké pultové střechy se středovým úžlabím. Fasádu v 16. století také pokryla sgrafitová výzdoba, upravena byla černá kuchyně a nově zaklenuta byla komora v přízemí. Další úpravy objektu proběhly v 18. století, kdy dům dostal novou hladkou štukovou omítku a nově zaklenuty byly obě komory dvorního traktu. Po požáru v roce 1832 byl pak změněn způsob zastřešení objektu do dnešní podoby, upravena dispozice místností v prvním i druhém patře a proběhla výměna stropních trámových konstrukcí prvního a druhého patra. Fasáda byla po požáru překryta novou vrstvou hladké štukové omítky hnědočervené barvy. V roce 2011 došlo k odkrytí a restaurování renesanční sgrafitové výzdoby domu.

## Popis sgrafitové výzdoby domu

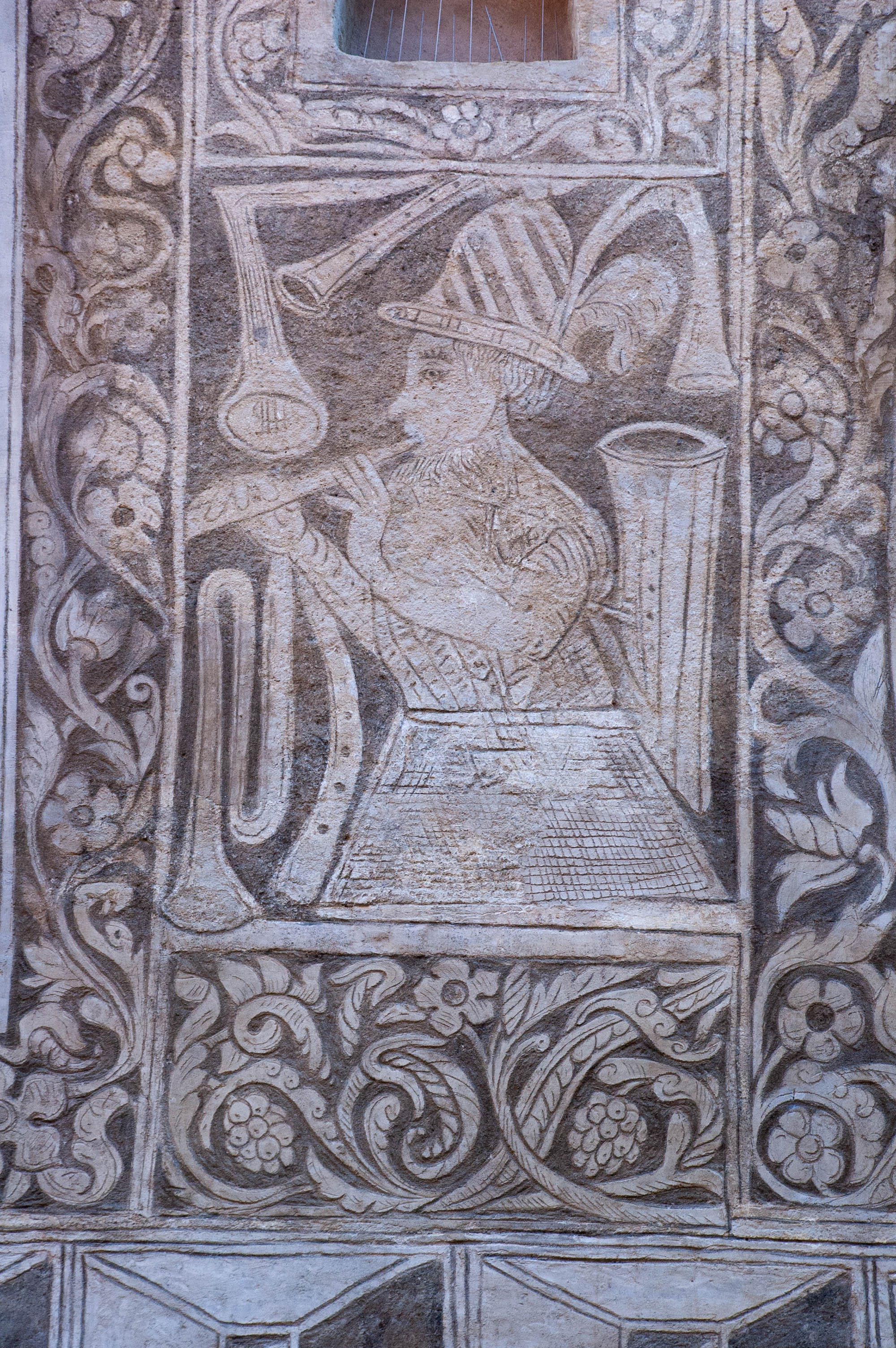
Dlouhá 95, sgrafitová výzdoba, dudák

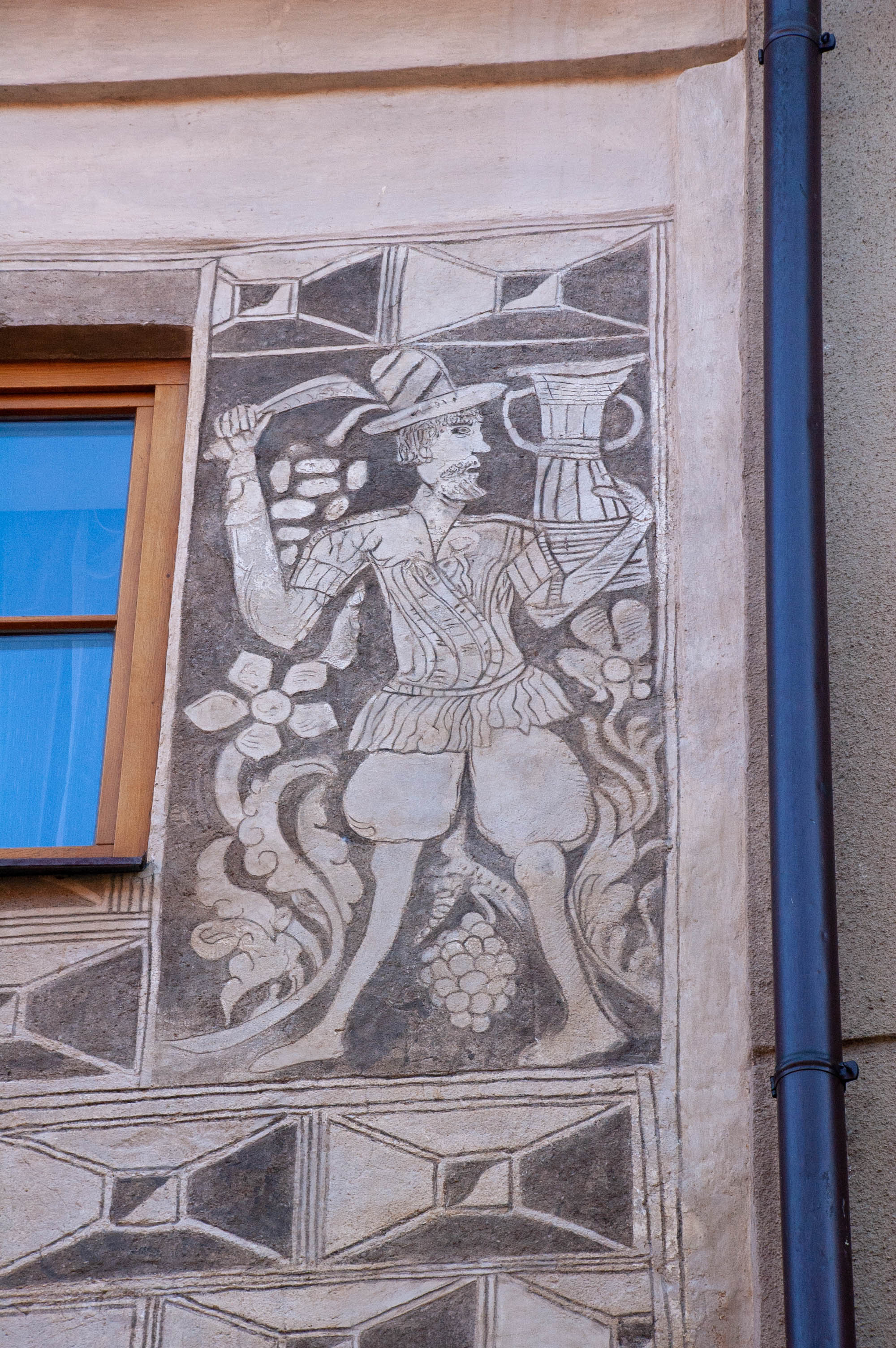
Dlouhá 95, sgrafitová výzdoba, vinař

Sgrafitová výzdoba pokrývá většinu uličního průčelí do Dlouhé ulice. Plocha fasády je zdobena sgrafitovou výzdobou a to jak figurální a ornamentální, tak ve formě psaníček. Sgrafitová výzdoba v přízemí objektu je dochována pouze jako zbytek ornamentálního orámování půlkruhově zaklenutého vstupu do domu, zbytek přízemí pokrývá hladká, kletovaná, omítka. Přízemí je od prvního patra odděleno sgrafitovým pásem s listovým dekorem. Plochu fasády prvního a druhého patra pokrývá sgrafitová rustika ve formě psaníček. Psaníčka jsou rytá volně od ruky. Orámování oken prvního i druhého patra a vestavěné niky je tvořeno listovým dekorem ve formě pnoucí se vinné révy s hrozny a pětilistými květy. Pětilistý květ může odkazovat na vlastnictví města Rožmberky, pětilistá růže je však také symbolem lásky. Mezi okny prvního patra a pod nikou se nachází figura dudáka v klobouku s pérem. Zcela napravo ve druhém patře vedle okna je pak na fasádě vyobrazena postava vinaře v klobouku, držící v levé ruce nádobu s vínem a v pravé ruce nůž. Postava je obklopena vinnou révou. Výzdoba domu pravděpodobně souvisí s umístěním vinného šenku v domě a je tak jakousi reklamou upozorňující kolemjdoucí, že majitel šenkuje víno a v šenku nechybí muzika. Sgrafita pocházejí pravděpodobně ze třetí čtvrtiny 16. století. Výzdoba je zde ale pravděpodobně i odkazem na boha Bakcha, boha vína a nespoutaného veselí. V tomto kontextu spojení hudby a vína oslavuje i dobová báseń od Bartoloměje Cirrina, básníka a skladatele, člena Literátského bratrstava a učitele v Prachatících (báseň je věnována Janu Kulíškovi, členu Literátského bratrstva a jednomu z nejlepších zpěváků sboru):
Vivis enim, sed adhucne bibis tot pocula plena,

qualia praebiberas saepe bibenda mihi?
Nempe magis madidam delectat MUSICA mentem,
MUSICA cui cordi est, huic quoq[ue] vina placent.
At tibi non adeo vinum quam MUSICA cordi est,
quae moderata adeo dulce sonare solet.
Laetificat vinum cor, sed si MUSICA praesto est,
hac sine vina animis sunt onerosa magis.
(Žiješ pravda, ale piješ stále tak plné sklenice,
jaké jsem musel pít, když ty jsi připíjel?
Zajisté HUDBA potěšuje více opojenou mysl,
kdo má HUDBU v srdci, ten také víno miluje.
Ale Ty nemáš na srdci toliko víno tak jako HUDBU,
která hraná poklidně obvykle zní tak sladce.
Víno obšťastňuje srdce, jen je-li přítomna HUDBA,

bez ní je pro duši víno příliš tíživé.)

Sgrafitová výzdoba fasády domu č.p. 95 dobře doplňuje bohatou kolekci prachatických renesančních sgrafitových a malovaných fasád o výzdobu v jedné z postranních ulic města při městské hradbě, kde sídlili převážně chudší měšťané. Dokládá tak postupné šíření trendu bohatší výzdoby domů směrem od náměstí i do postranních ulic města, jako formu prezentace sociálně-kulturního statutu měšťana (pouze jednoduché kvádrování tak bylo v Prachaticích omezeno spíše jen na dvorní fasády domů nebo na méně důležité fasády do postranních ulic). V chudších ulicích pak bylo spíše zvykem měšťanské domy zdobit jednodušší formou s pouhým orámováním oken a malovanou nárožní bosáží vycházející ještě z pozdně gotických tradic (jak je např. prezentováno na sousedním domě č.p. 94). Nižší sociální status majitele, než by bylo obvyklé např. na náměstí, tak dokládá pouze jednoduché tematické zaměření výzdoby s absencí hlubších humanistických významů i spíše jednodušší provedení figur sgrafita, které pravděpodobně nerealizoval školený umělec, nýbrž pouze šikovnější, byť na sgrafita specializovaný a výtvarně nadaný, dynchéř (omítkář).

## Galerie

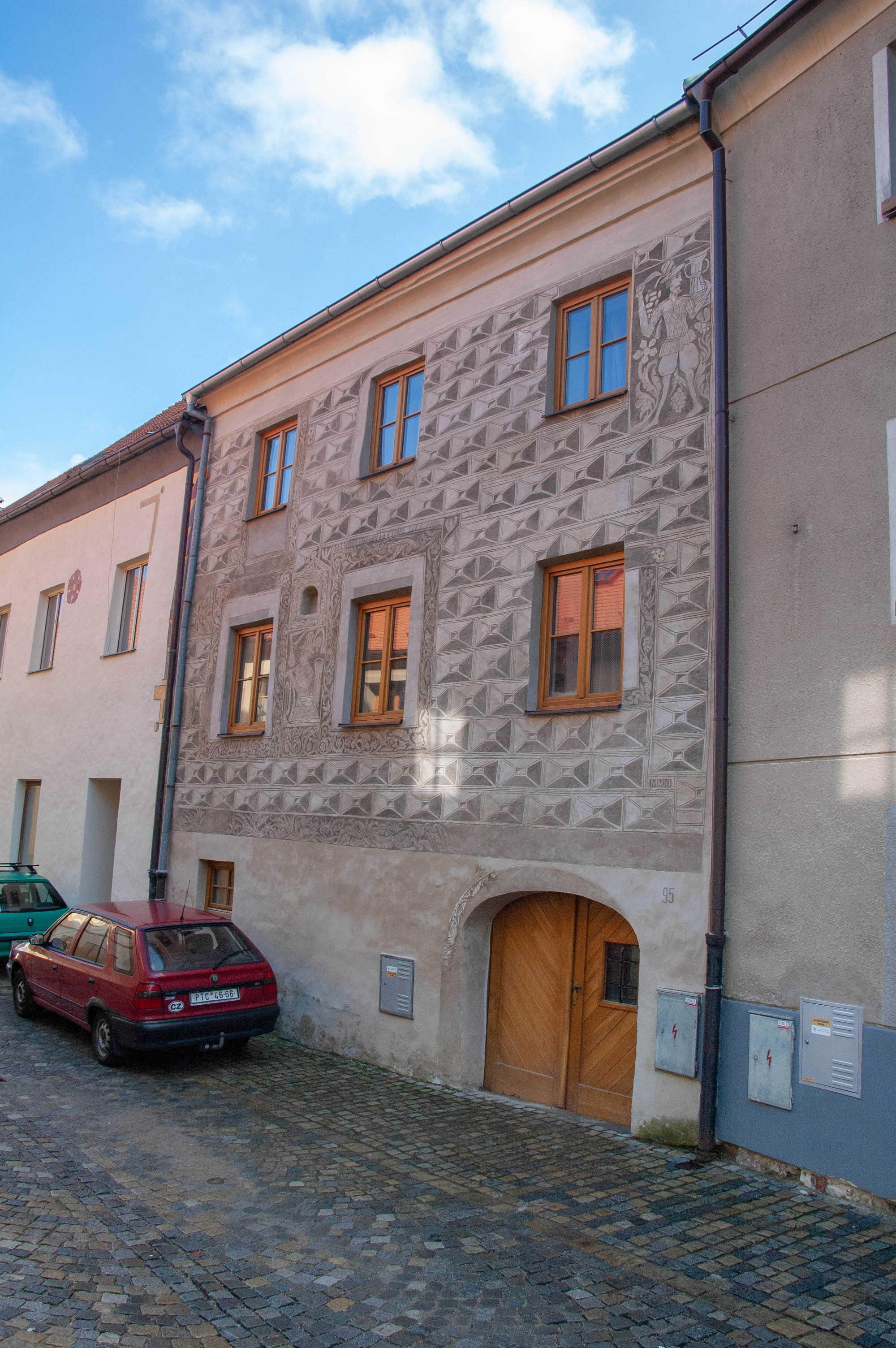
Dlouhá 95, uliční průčelí
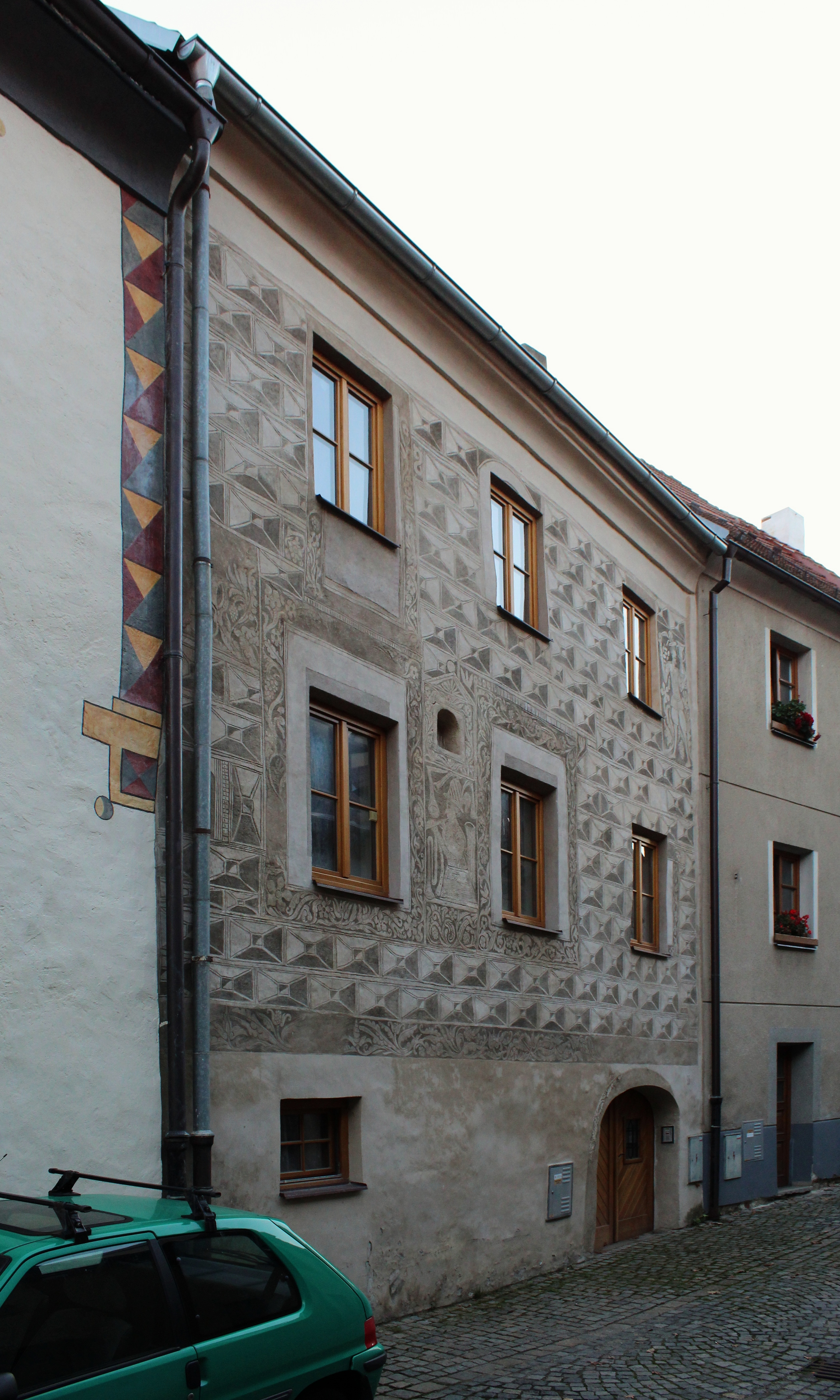
Dlouhá 95, uliční průčelí
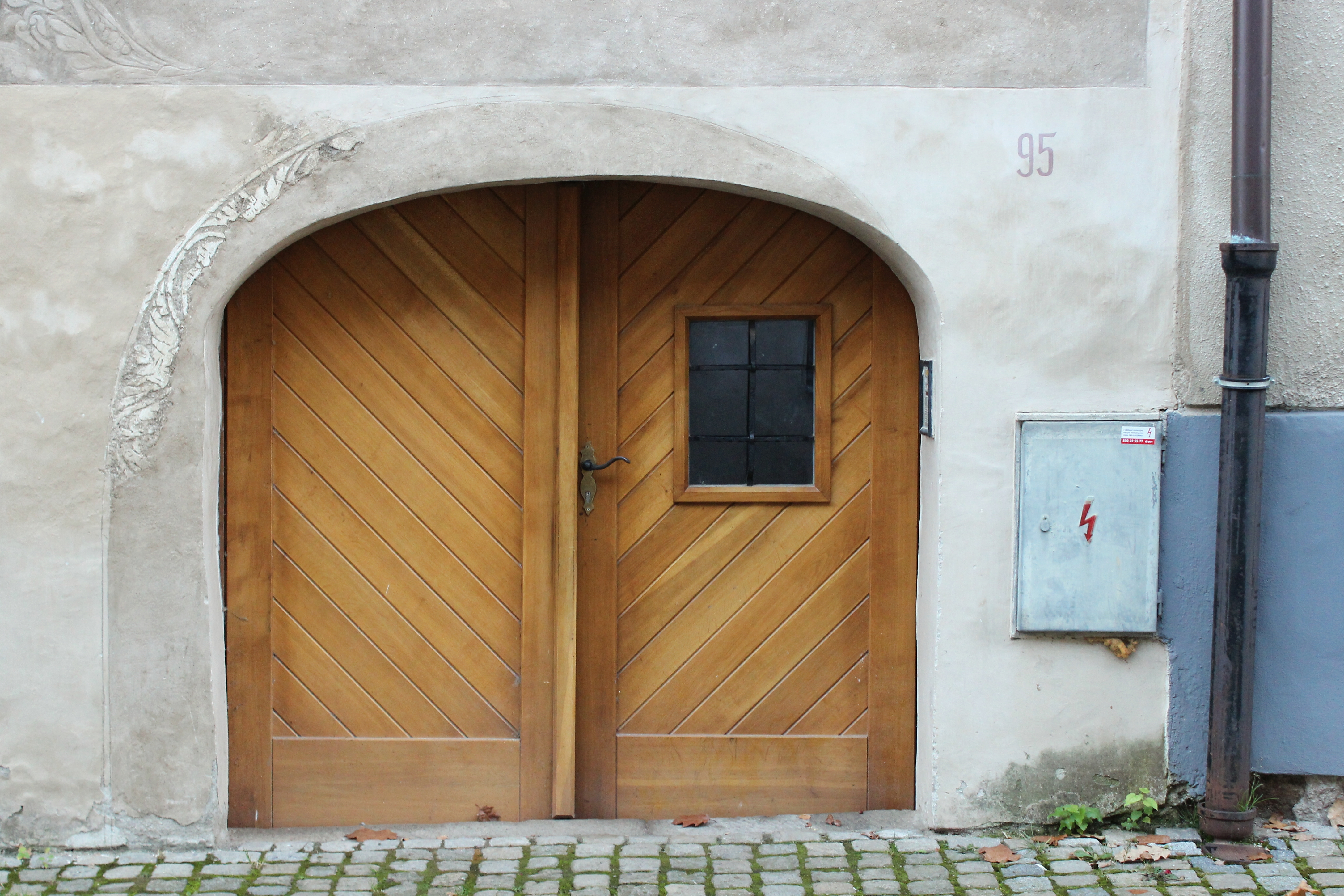
Dlouhá 95, vstup do domu
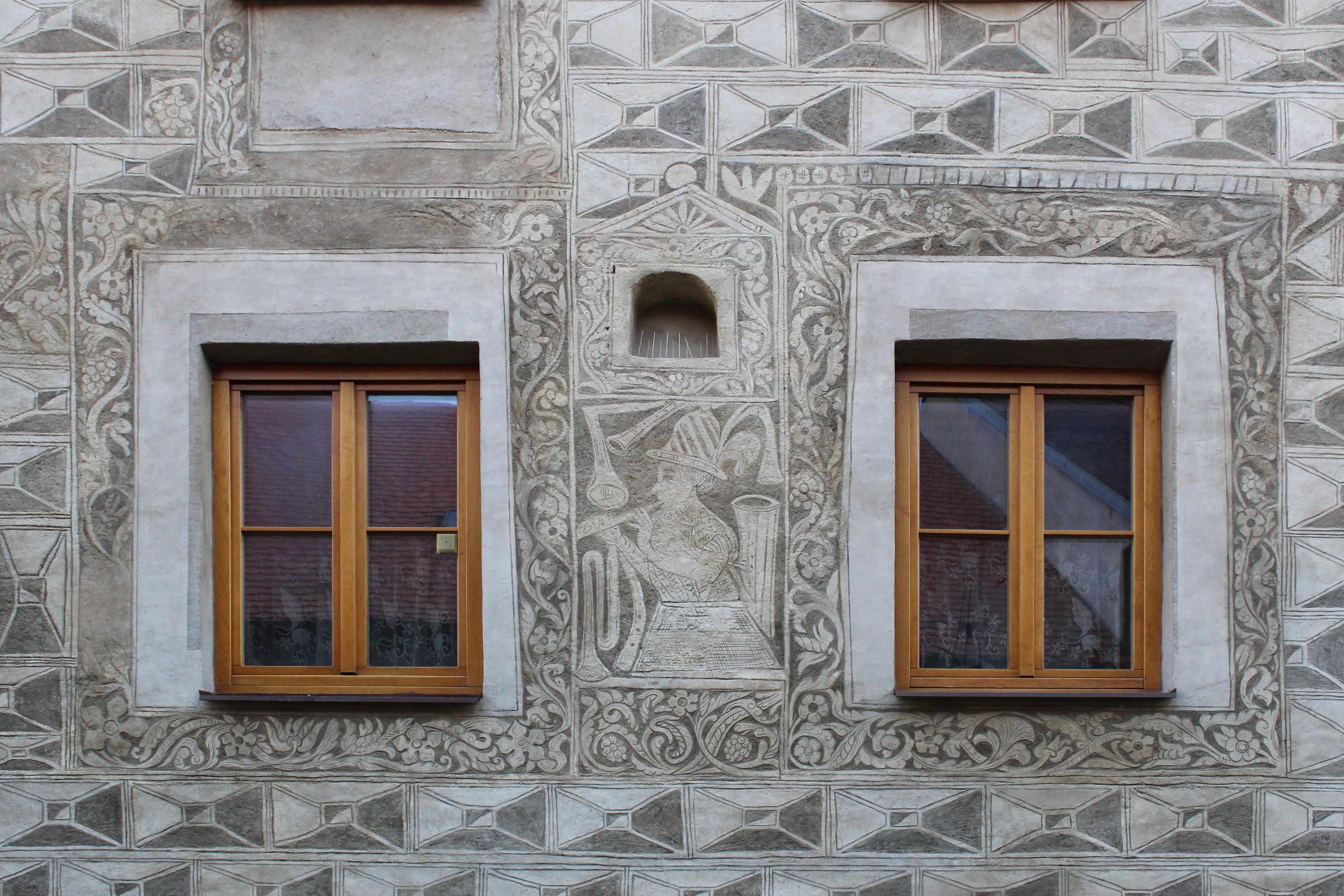
Dlouhá 95, sgrafitová výzdoba mezi okny prvního patra
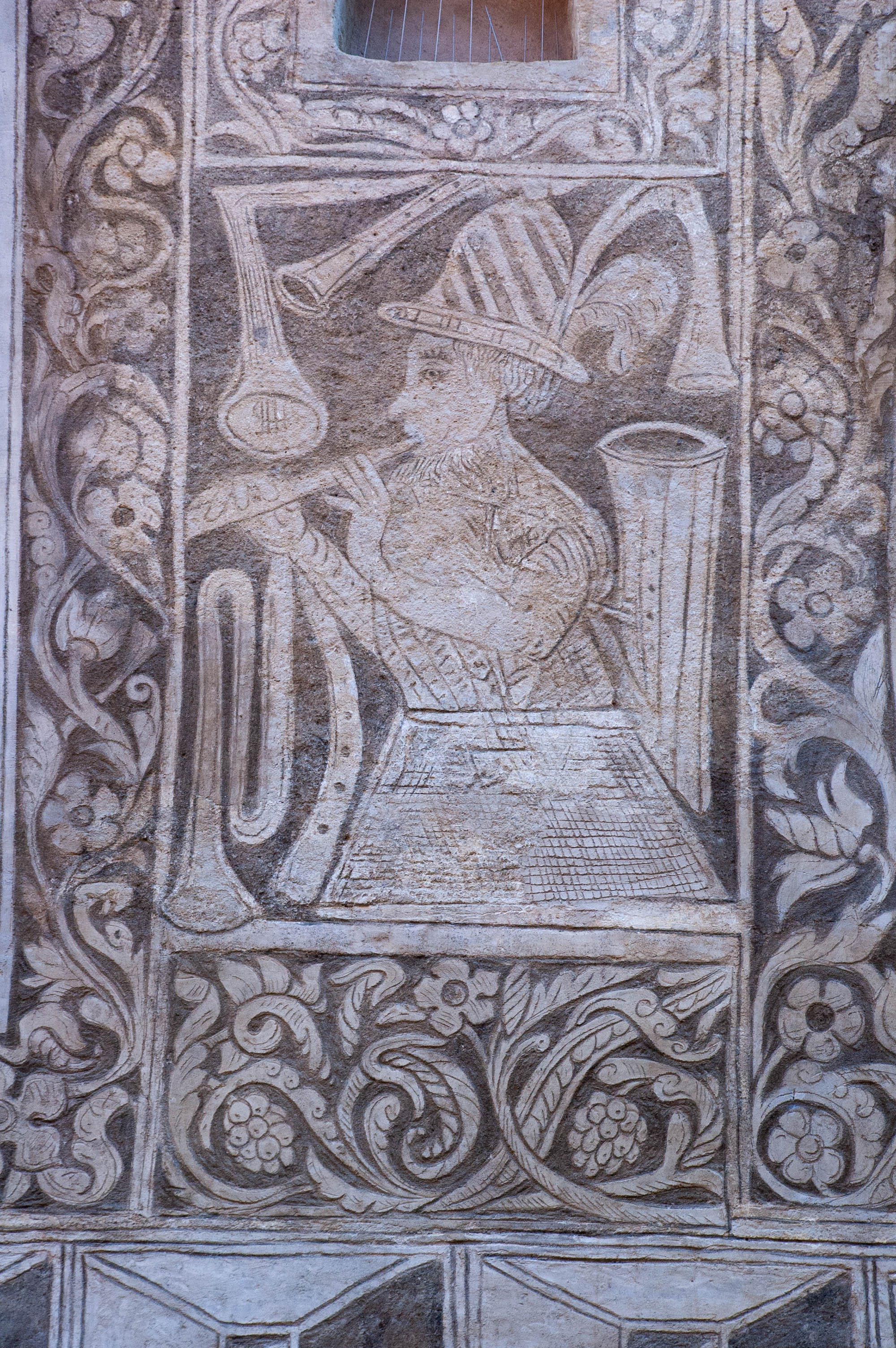
Dlouhá 95, sgrafitová výzdoba, dudák
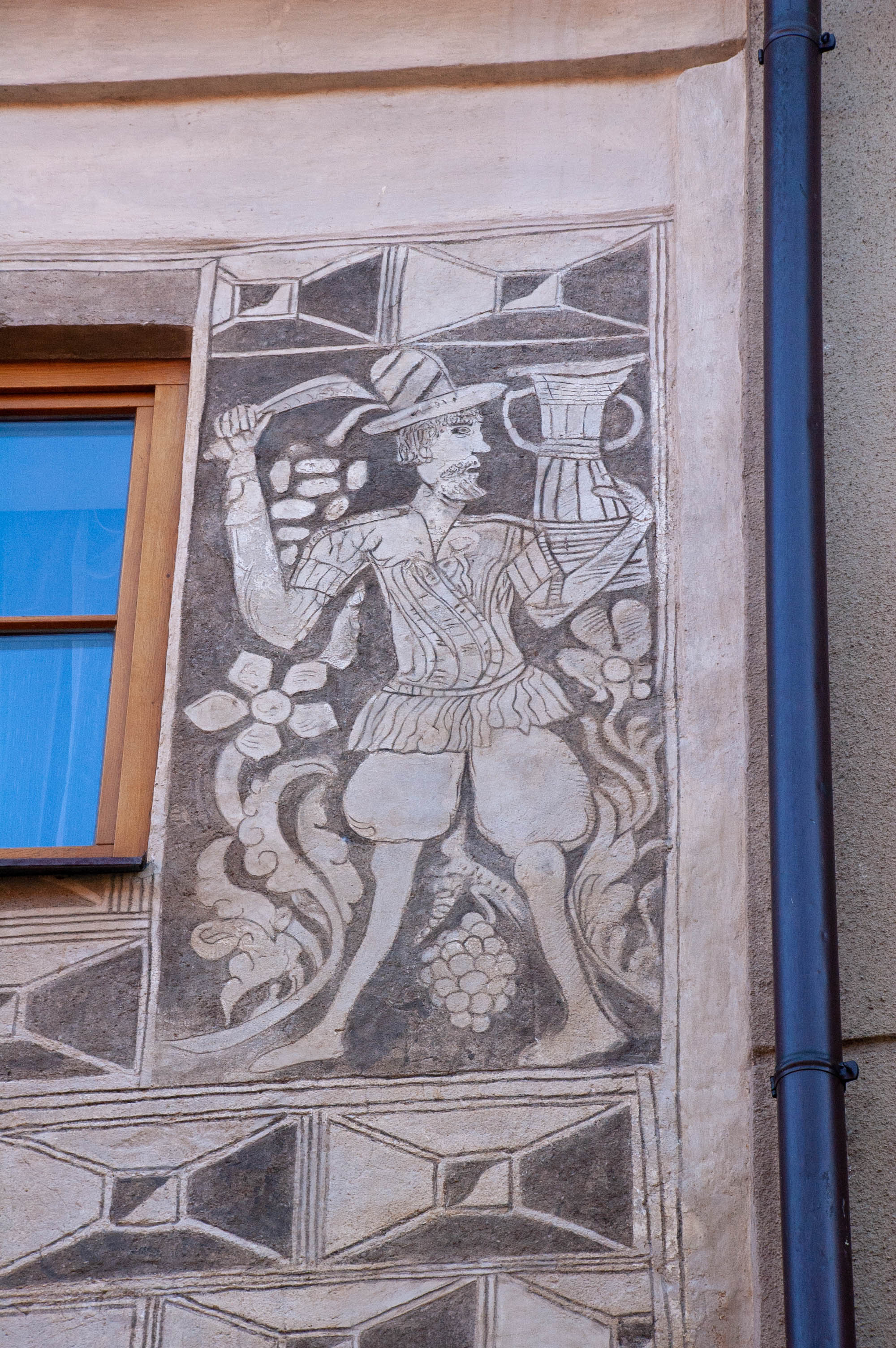
Dlouhá 95, sgrafitová výzdoba, vinař
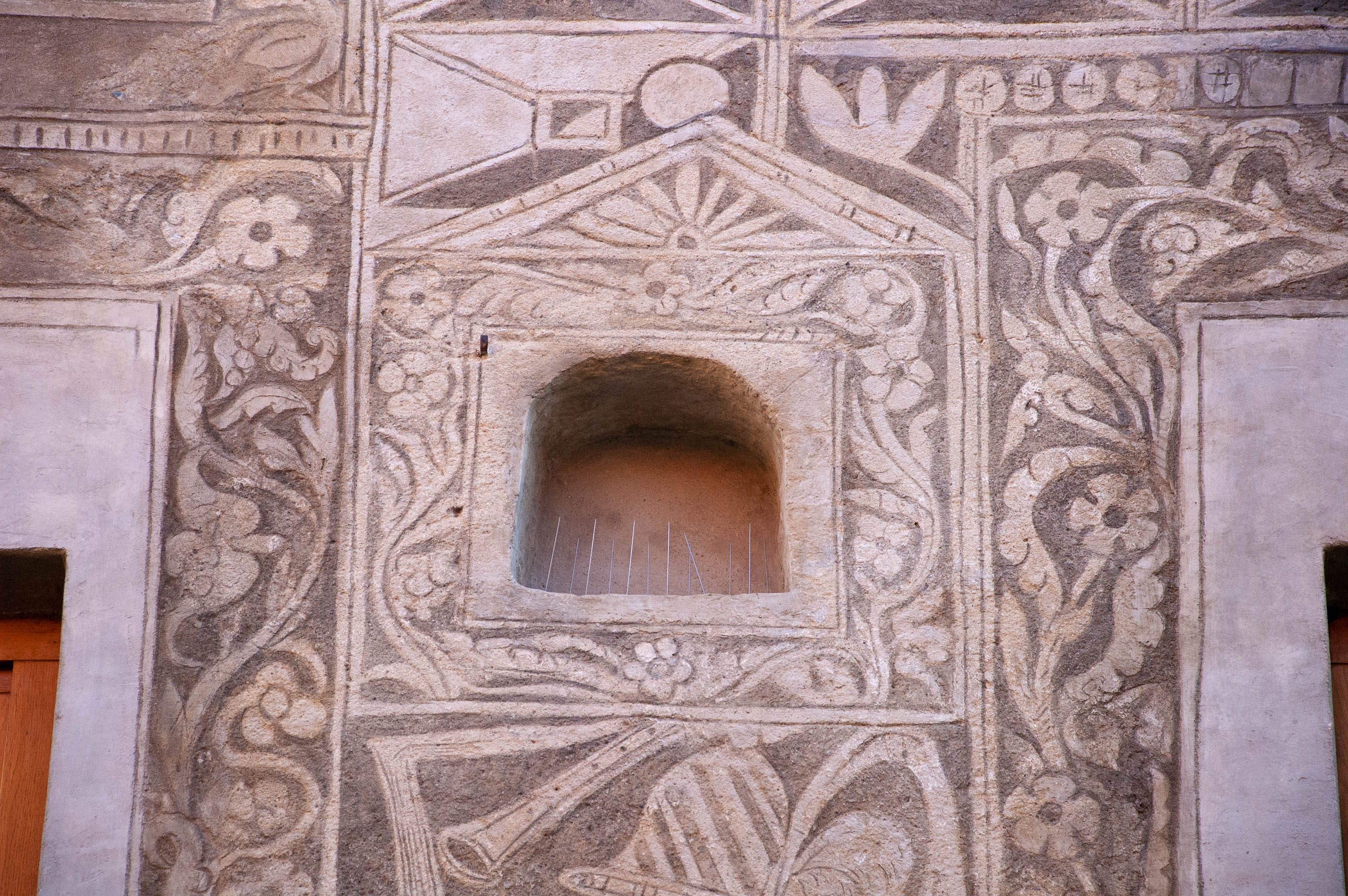
Dlouhá 95, vestavěná nika
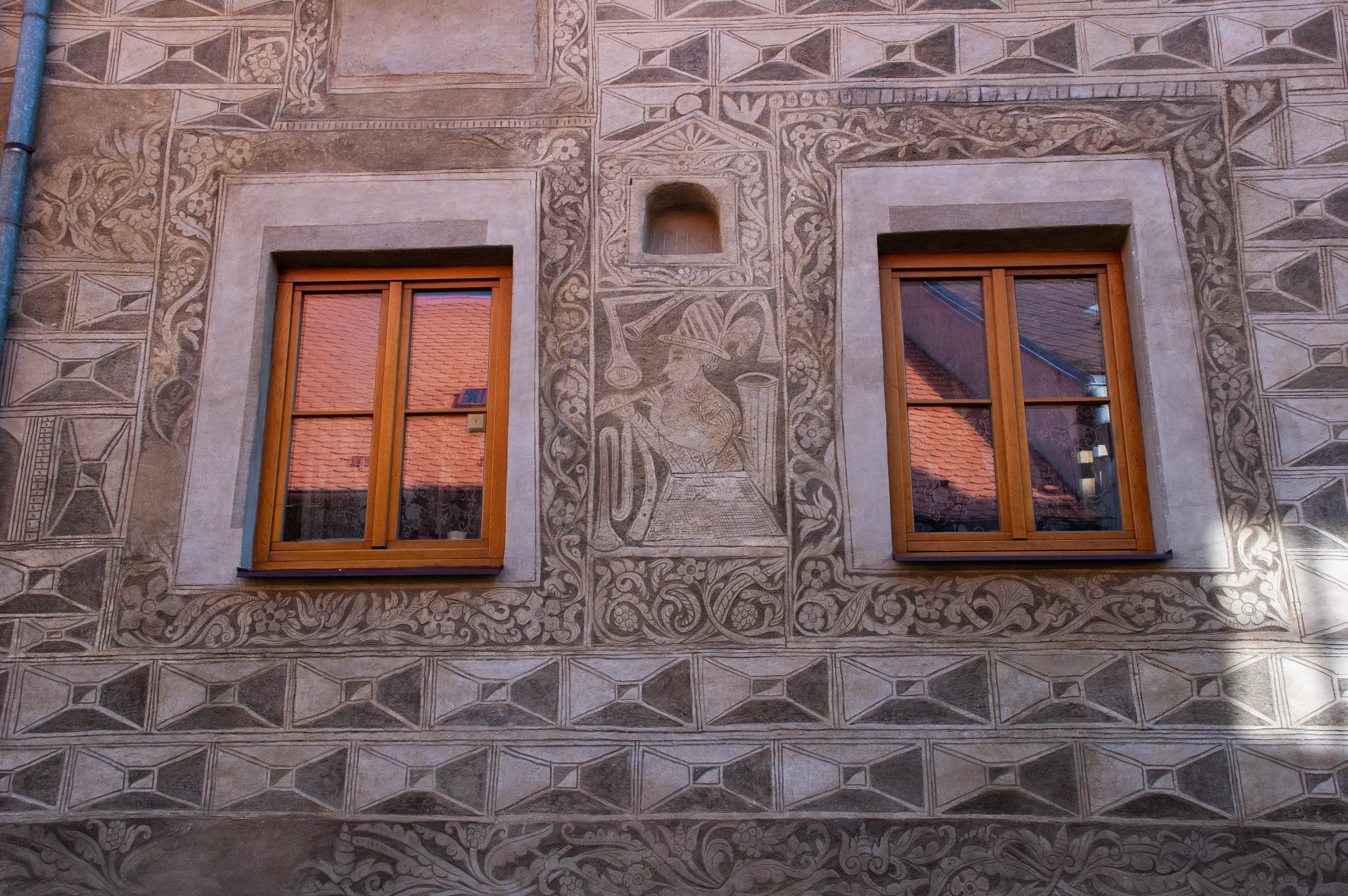
Dlouhá 95, sgrafitová výzdoba mezi okny prvního patra